# Maria Sarmiento
Maria Alejandra Sarmiento (ur. 24 lipca 1986) – wenezuelska zapaśniczka. Trzykrotna medalistka mistrzostw panamerykańskich, złoto w 2007. Najlepsza na igrzyskach igrzyskach Am.Płd w 2006. Złota medalistka igrzysk Ameryki Środkowej i Karaibów w 2006 i 2010, a także igrzysk boliwaryskich w 2009 roku.